# Vector n

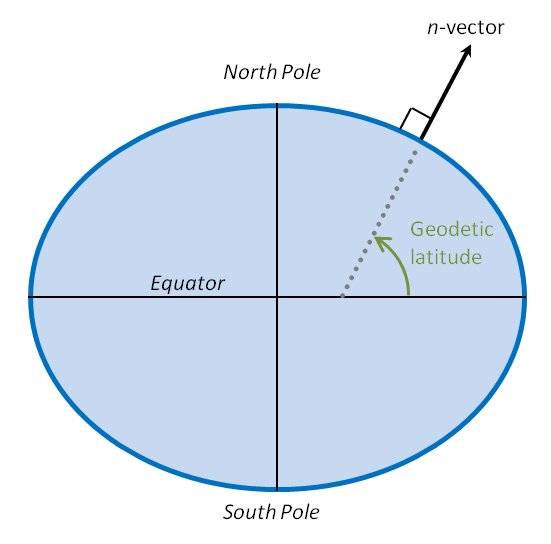
La dirección del vector n corresponde a la latitud geodésica

Un vector n (también llamado normal geodésica o vector normal del elipsoide) es una representación no singular de tres parámetros muy adecuada para reemplazar a las coordenadas geodésicas (latitud y longitud) por una posición horizontal en cálculos matemáticos y algoritmos informáticos.
Geométricamente, el vector n para una posición dada en un elipsoide es el vector unitario que apunta hacia afuera que es normal en esa posición con respecto al elipsoide. Para representar posiciones horizontales en la Tierra, el elipsoide se asocia con un elipsoide de referencia y el vector es descompuesto según sus componentes en un sistema de coordenadas geocéntrico (fijo y centrado en la Tierra). Se comporta de manera uniforme en todas las posiciones de la Tierra y mantiene la propiedad matemática de hacer corresponder puntos uno a uno.
En términos más generales, el concepto se puede aplicar para representar posiciones en el límite de un espacio euclídeo k-dimensional convexo y estrictamente acotado, siempre que ese límite sea una variedad diferenciable. En este caso general, el vector n consta de k parámetros.

## Propiedades generales
Se puede utilizar una superficie normal estrictamente convexa para definir de forma única la posición de una superficie. Aquí, n es un vector normal unitario que apunta hacia afuera y se utiliza como representación de la posición.

Para la mayoría de las aplicaciones, la superficie es un elipsoide de referencia de la Tierra y, por lo tanto, se utiliza el vector n para representar una posición horizontal. En consecuencia, el ángulo entre el vector n y el plano ecuatorial corresponde a las coordenadas geodésicas, como se muestra en la figura de arriba.
La posición de una superficie tiene dos grados de libertad y, por lo tanto, dos parámetros son suficientes para representar cualquier posición en la superficie. En el elipsoide de referencia, la latitud y la longitud son parámetros comunes para este propósito, pero como todas las representaciones de dos parámetros, tiene singularidades. Esto es similar al caso de la orientación, que tiene tres grados de libertad, pero todas las representaciones de tres parámetros tienen singularidades. En ambos casos, las singularidades se evitan añadiendo un parámetro extra, es decir, utilizando un vector n (tres parámetros) para representar la posición horizontal y una unidad cuaterniónica (cuatro parámetros) para representar la orientación.
El vector n es una representación uno a uno, lo que significa que cualquier posición de la superficie corresponde a un único vector n, y cualquier vector n corresponde a una única posición de la superficie.
Al tratarse de un vector euclídeo 3D, se puede utilizar el álgebra vectorial 3D estándar para los cálculos de posición, y esto hace que el vector n sea adecuado para la mayoría de los cálculos de posición horizontal.

## Conversión de latitud/longitud al vectorn
Basándose en la definición del sistema de coordenadas geocéntricas, llamado e, está claro que pasar de latitud/longitud a vector n se consigue mediante:
{\displaystyle \mathbf {n} ^{e}=\left[{\begin{matrix}\cos(\mathrm {latitud} )\cos(\mathrm {longitud} )\\\cos(\mathrm {latitud} )\sin(\mathrm {longitud} )\\\sin(\mathrm {latitud} )\\\end{matrix}}\right]}
El superíndice e significa que el vector n es decompuesto en el sistema de coordenadas e (es decir, la primera componente es la proyección escalar del vector n sobre el eje x de e, la segunda sobre el eje y de e, etc.). Nótese que la ecuación es exacta tanto para el modelo de la Tierra esférico como para el elipsoidal.

## Conversión del vectorna latitud/longitud
A partir de las tres componentes del vector n, {\displaystyle n_{x}^{e}}, {\displaystyle n_{y}^{e}} y {\displaystyle n_{z}^{e}}, la latitud se puede calcular mediante:
{\displaystyle \mathrm {latitud} =\arcsin \left(n_{z}^{e}\right)=\arctan \left({\frac {n_{z}^{e}}{\sqrt {{n_{x}^{e}}^{2}+{n_{y}^{e}}^{2}}}}\right)}
La expresión situada más a la derecha es la más adecuada para su uso en un programa informático.
La longitud se obtiene mediante:
{\displaystyle \mathrm {longitud} =\arctan \left({\frac {n_{y}^{e}}{n_{x}^{e}}}\right)}
En estas expresiones, {\displaystyle \arctan(y/x)} debe calcularse mediante una llamada a la función atan2(y,x). La singularidad de la longitud en los polos es evidente, ya que la función atan2(0,0) no está definida. Nótese que las ecuaciones son exactas tanto para el modelo de la Tierra esférica como para el elipsoidal.

## Ejemplo: distancia a lo largo de un círculo máximo
Para obtener la ortodrómica entre dos posiciones horizontales (suponiendo que la Tierra es esférica), normalmente se utiliza la latitud y la longitud. Las tres expresiones diferentes para esta distancia son comunes. La primera se basa en la función arccos, la segunda se basa en la función arcsin y la última se basa en la función arctan. Las expresiones, que son cada vez más complejas para evitar inestabilidades numéricas, no son fáciles de encontrar y, dado que se basan en la latitud y la longitud, las singularidades de los polos pueden convertirse en un problema. También contienen deltas de latitud y longitud, que en general se deben usar con cuidado cerca del meridiano ±180° y los polos.
Resolver el mismo problema usando el vector n es más simple debido a la posibilidad de usar álgebra vectorial. La expresión arccos se logra a partir del producto escalar, mientras que la magnitud del producto vectorial permite determinar la expresión del arcsin. Combinando ambas se obtiene la expresión del arctan:
{\displaystyle {\begin{aligned}&\Delta \sigma =\arccos \left(\mathbf {n} _{a}\cdot \mathbf {n} _{b}\right)\\&\Delta \sigma =\arcsin \left(\left|\mathbf {n} _{a}\times \mathbf {n} _{b}\right|\right)\\&\Delta \sigma =\arctan \left({\frac {\left|\mathbf {n} _{a}\times \mathbf {n} _{b}\right|}{\mathbf {n} _{a}\cdot \mathbf {n} _{b}}}\right)\\\end{aligned}}}
donde {\displaystyle \mathbf {n} _{a}} y {\displaystyle \mathbf {n} _{b}} son los vectores n que representan las dos posiciones a y b. {\displaystyle \Delta \sigma } es la diferencia angular y, por lo tanto, la distancia del círculo máximo se obtiene multiplicando por el radio de la Tierra. Esta expresión también funciona en los polos y en el meridiano ±180°.
Hay varios otros ejemplos en los que el uso del álgebra vectorial simplifica los problemas habituales. Para una comparación general de las diversas representaciones, consúltese el artículo representación de la posición horizontal.